# Guerre Liberali
Le Guerre Liberali, anche conosciute come Guerra civile portoghese, Guerra di successione portoghese, Guerra dei due fratelli o Guerra Miguelina, fu una guerra tra i liberali costituzionalisti e gli assolutisti in Portogallo sulla successione reale, che durarono dal 1828 al 1834, nella quale furono coinvolti anche il Regno Unito, la Francia, la Spagna e la Chiesa cattolica.

## Radici del conflitto
La morte del re Giovanni VI nel 1826 creò una disputa sulla successione reale. L'erede che accampava maggiori diritti era Pietro I imperatore del Brasile quale figlio primogenito del defunto re; egli fu incoronato per un breve periodo come re del Portogallo, tuttavia né i portoghesi né i brasiliani volevano un'unione personale dei due regni. Di conseguenza Pietro I abdicò in favore della figlia Maria, una bambina di appena sette anni, con la condizione che quando avesse compiuto la maggiore età si sarebbe sposata con lo zio Michele. Nell'aprile del 1826, come parte dell'accordo della successione, Pietro rivide la costituzione del 1822, e tornò in Brasile lasciando sul trono la figlia Maria e il fratello Michele come reggente.

## Nuova costituzione
Nella carta costituzionale portoghese, Pietro I tentò riconciliare gli assolutisti e i liberali, permettendo che entrambe le fazioni avessero posto nel governo. Al contrario della Costituzione del 1822, questa nuova carta stabiliva quattro poteri dello Stato: il legislativo venne suddiviso in due camere, il senato, nominato dal re tra le classi nobiliari, e la camera bassa, composta da deputati eletti per voto indiretto nelle assemblee locali per un periodo di 4 anni di legislatura. Le assemblee locali erano elette con suffragio censitario maschile. Il potere giudiziario era esercitato dai tribunali e l'esecutivo dai ministri del governo. Il re esercitava un potere moderatore, con un potere di veto assoluto su qualsiasi legge.

## Scontento

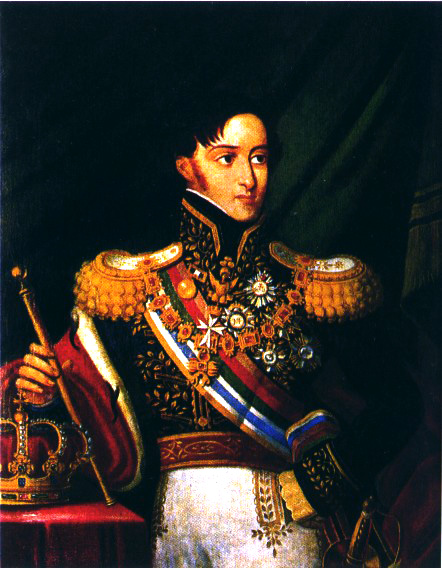
Michele I del Portogallo

Il partito assolutista non era soddisfatto di questo compromesso e, considerando Pietro decaduto dai suoi diritti come capo di uno Stato straniero - il Brasile - che per di più aveva preso le armi contro il Portogallo (all'epoca dell'indipendenza), vedeva Michele come il successore legittimo del trono in quanto secondogenito del re Giovanni. Politicamente, i latifondisti che sostenevano l'assolutismo erano allarmati per le riforme liberali che avevano preso piede nella vicina Spagna durante l'età napoleonica; in quel paese, perciò, sostennero la restaurazione assolutista di Ferdinando VII, il quale tentò di sradicare tutte le innovazioni napoleoniche. Nel febbraio del 1828, Michele tornò in Portogallo dall'esilio in cui si trovava dopo aver combattuto militarmente i liberali. Apparentemente tornava per giurare sulla costituzione ed esercitare la reggenza, ma fu immediatamente nominato re dai suoi sostenitori, che lo pressavano affinché tornasse al sistema assolutista. Un mese dopo il suo arrivo sciolse la camera dei deputati e la camera alta e in maggio convocò le tradizionali cortes per far ratificare la sua ascesa al potere assoluto. Le cortes del 1823 compirono la volontà di Michele, coronandolo come Michele I del Portogallo e annullando la Costituzione.

## Ribellione
Questa usurpazione non lasciò inattivi i liberali. Il 18 maggio, la guarnigione di Porto, il centro dei progressisti portoghesi, dichiarò la sua lealtà a Pietro, a Maria e alla Costituzione. La ribellione contro gli assolutisti si estese ad altre città. Michele represse queste rivolte e molte migliaia di liberali furono arrestati o dovettero fuggire in Inghilterra o in Spagna.
In Brasile, intanto, le relazioni tra Pietro e i magnati della terra si facevano difficili. Nell'aprile del 1831 Pietro abdicò dal trono del Brasile in favore di suo figlio Pietro II ed emigrò in Inghilterra. Qui organizzò una spedizione militare e marciò sulle isole Azzorre, che erano nelle mani dei liberali, per formare un governo in esilio. L'8 luglio 1832, con il sostegno dei liberali spagnoli, arrivò a Porto e affrontò le truppe assolutiste. Per proteggere gli interessi inglesi, uno squadrone navale agli ordini di William Glascock a bordo del Orestes si dispose nel fiume Duero dove fu preso di mira dal fuoco di entrambe le parti.
Nel giugno del 1833 i liberali, sebbene circoscritti a Porto, inviarono in Algarve una forza comandata dal duca di Terceira, sotto il falso nome di "Carlos de Ponza". Terceira giunse a Faro e marciò verso il nord attraverso l'Alentejo per conquistare Lisbona il 24 luglio. Intanto lo squadrone di Napier lottava contro la flotta assolutista vicino al Capo San Vincenzo, battendola nella quarta battaglia. I liberali poterono allora occupare Lisbona, dove si trasferì Pietro da Porto sopportando l'assedio delle truppe leali a Michele. Verso la fine del 1833 Maria da Gloria fu proclamata regina e don Pietro diventò reggente. Il suo primo atto fu la confisca delle proprietà di coloro che avevano appoggiato Michele. Inoltre soppresse gli ordini religiosi e confiscò le loro proprietà, rompendo le relazioni di amicizia con Roma per otto anni, fino al 1841. Gli assolutisti controllavano le aree rurali, dove avevano l'appoggio dell'aristocrazia e della Chiesa. I liberali occupavano invece le principali città portoghesi, dove furono appoggiati dalla borghesia. Le operazioni contro gli assolutisti ricominciarono agli inizi del 1834.

## Pace
La Battaglia di Aceiceira, che ebbe luogo il 16 maggio 1834 fu l'ultimo e decisivo scontro tra liberali e assolutisti. L'esercito di Michele era ancora forte, poiché poteva contare su diciottomila uomini, però il 24 maggio si dichiarò la pace con un trattato in forza del quale Michele rinunciò formalmente al trono in cambio d'una pensione annuale, e dovette abbandonare il Portogallo. Pietro restaurò la costituzione, ma morì il 24 settembre dello stesso anno.
Maria da Gloria salì al trono come Maria II del Portogallo.